# Torre di Sant'Andrea (Alpi Graie)
La Torre di Sant'Andrea (Tour de Saint-André in francese) (3.651 m s.l.m.) è una montagna del Massiccio del Gran Paradiso. Si trova in Valle d'Aosta.

## Caratteristiche

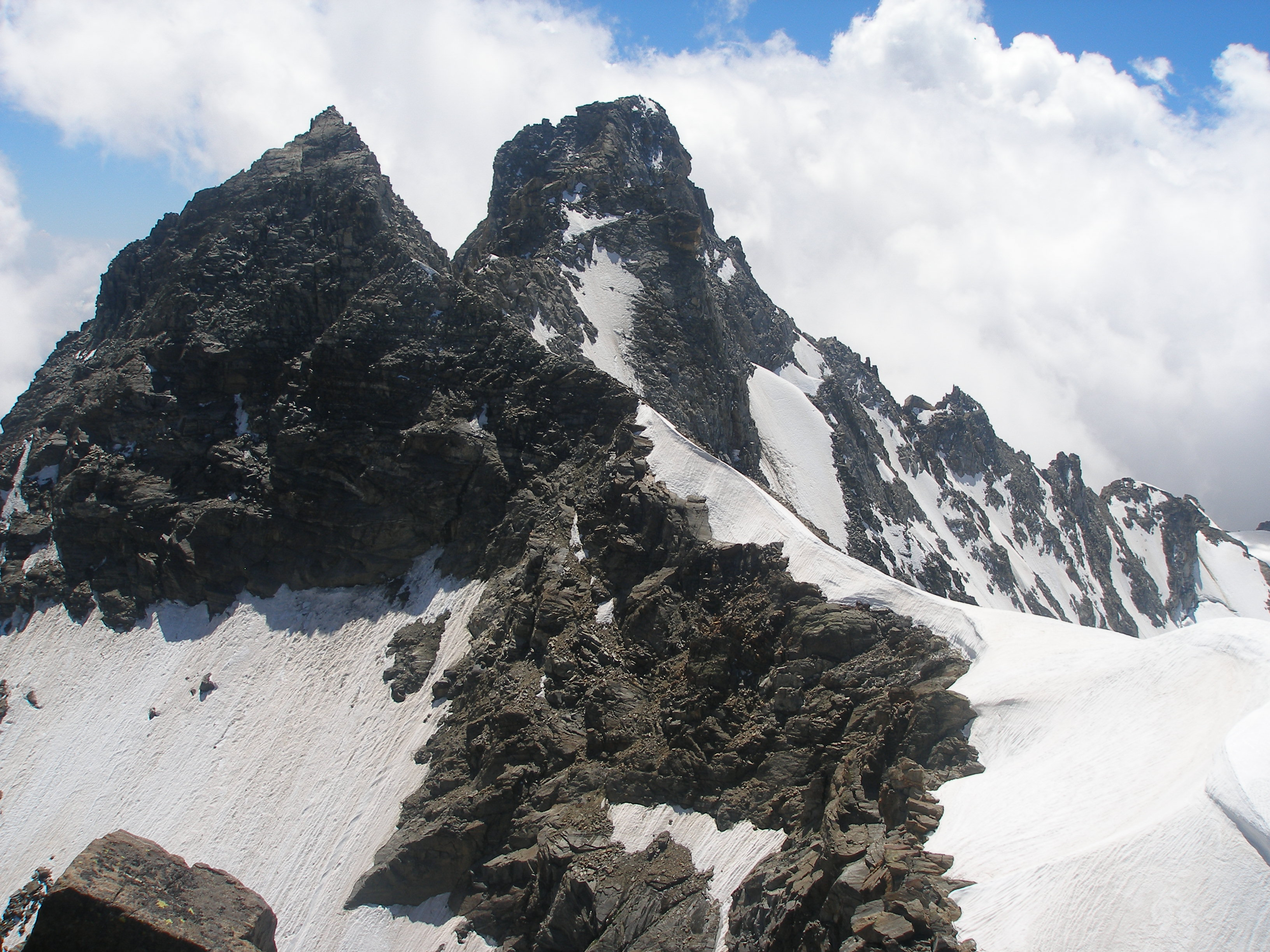
La Torre di sant'Andrea (in primo piano) e la Torre del Gran San Pietro (in secondo piano) viste dalla vetta della Torre di Sant'Orso.

La montagna è collocata appena a nord della Torre del Gran San Pietro nello spartiacque tra la Valnontey e la Valeille, entrambe valli laterali della Val di Cogne. Seguendo poi lo spartiacque si trova la Torre di Sant'Orso e poi le Punte Patrì.

## Salita alla vetta
Si può salire sulla vetta partendo dalla Valnontey ed appoggiandosi al Bivacco del Money.